# Sublime Puerta

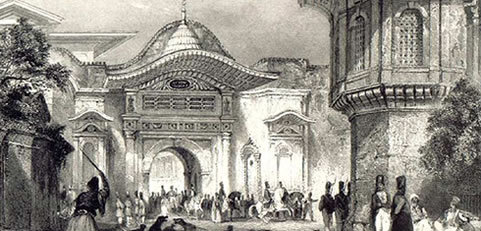
La Sublime Puerta en tiempos del Imperio otomano.

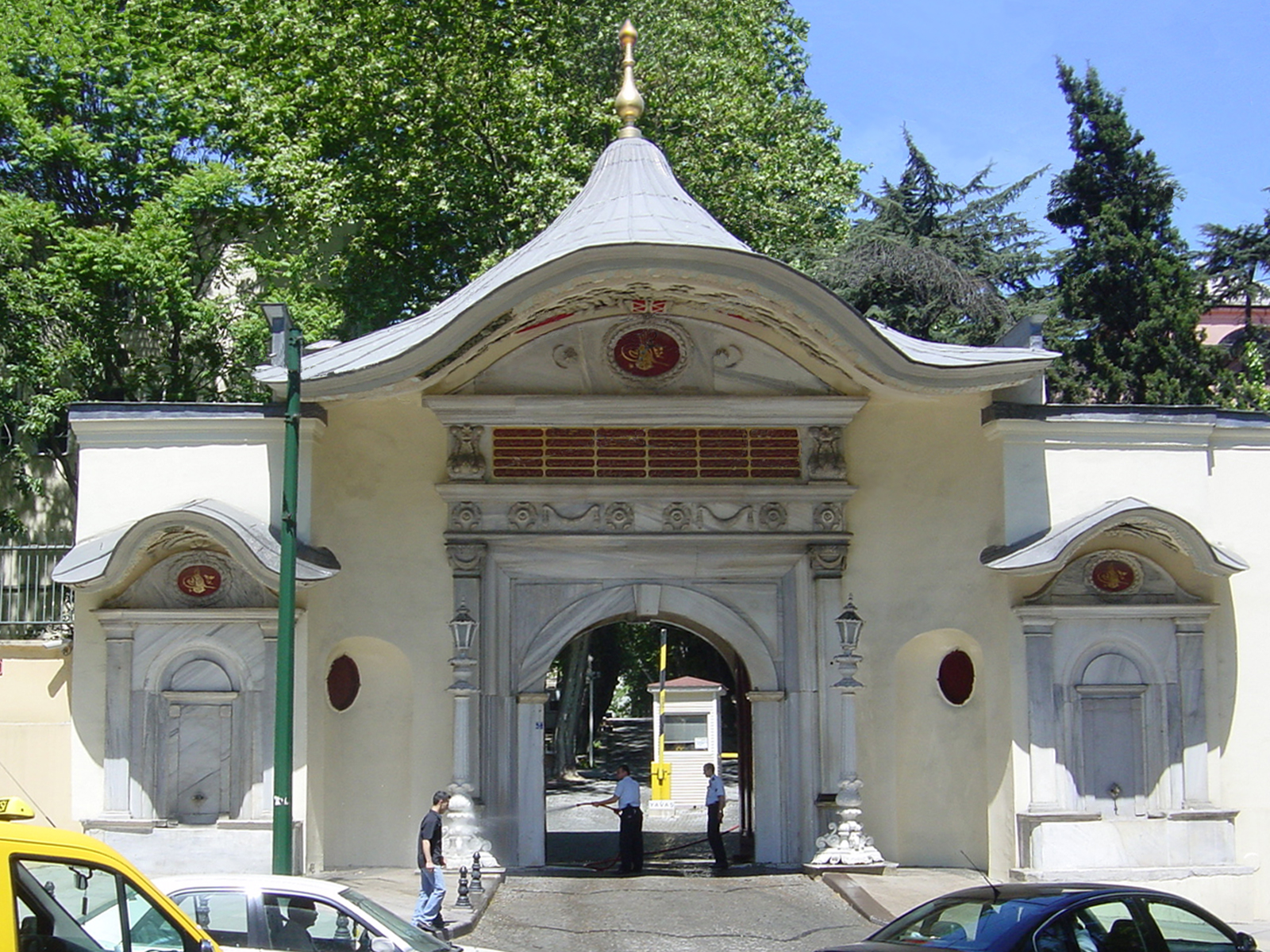
La Sublime Puerta en 2006.

Los términos Sublime Puerta (en turco: Bâb-ı âli, Babıali), Puerta Otomana y Puerta Elevada son los equivalentes, en español, para el turco otomano Bab-ı Ali, y se empleaban para referirse al gobierno del Imperio otomano, en particular en el contexto diplomático.

## Historia

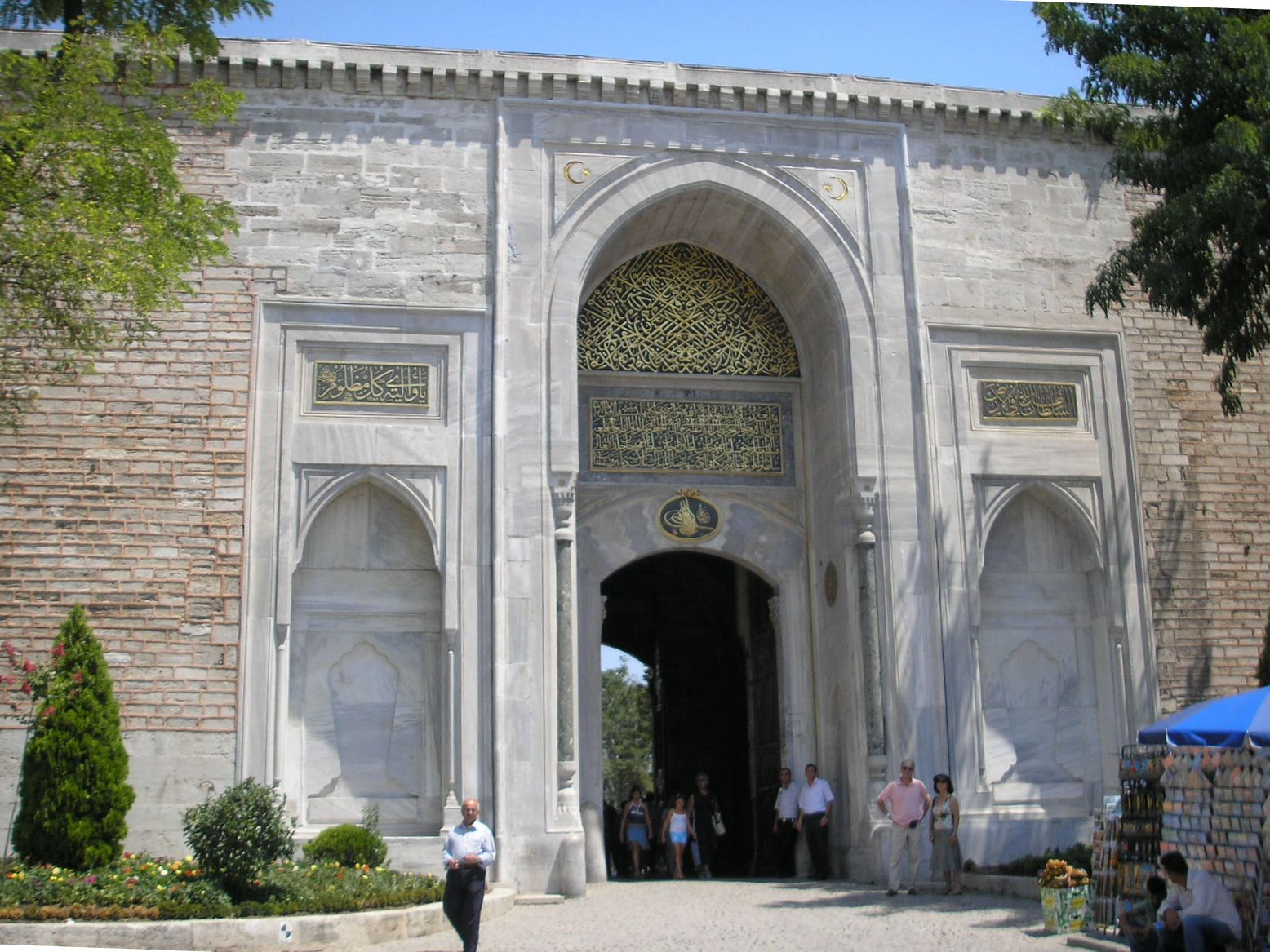
La actualmente conocida como Puerta Imperial (Bâb-ı Hümâyûn), que conduce al patio interior del Palacio de Topkapi. Hasta el siglo XVIII, esta era la puerta conocida como la Sublime Puerta.

El nombre tiene su origen en la antigua práctica de los gobernantes orientales de anunciar sus decisiones y edictos en la puerta de su palacio. Esta práctica era común en el Imperio bizantino, y fue adoptada por los sultanes otomanos a partir de Orhan I. La puerta del palacio del sultán, o la que conducía al mismo, empezó a conocerse como la Gran Puerta, nombre que comenzó a usarse para referirse al palacio del sultán otomano, en Bursa primero y, posteriormente, en Adrianópolis. 
Tras la conquista otomana de Constantinopla, la puerta en la actualidad conocida como la Puerta Imperial (en turco: Bâb-ı Hümâyûn), que conduce al patio interior del Palacio de Topkapı, comenzó a conocerse como la Gran Puerta (Bab-ı Ali). El término Sublime Puerta empezó a usarse en Occidente después de 1536, cuando el sultán Solimán el Magnífico ratificó la alianza franco-otomana con el rey Francisco I de Francia. Los embajadores franceses fueron conducidos a las dependencias del Gran Visir a través de esta puerta, la Bab-ı Ali (en la actualidad, Bâb-ı Hümâyûn), a la que empezaron a referirse como la Sublime Puerta. Como quiera que las órdenes del gobierno del Imperio Otomano emanaban del despacho del Gran Visir y eran anunciadas en esta "Sublime Puerta", el término pronto se convirtió en sinónimo del gobierno otomano y, por extensión, del propio Imperio Otomano. 
En el siglo XVIII, la oficina del Gran Visir otomano fue trasladada a un nuevo edificio de estilo italiano situado al oeste del palacio Topkapi, en la calle Alemdar Caddesi. A partir de ese momento, la puerta de entrada al complejo pasó a ser conocida como la Sublime Puerta (Bab-ı Ali); y coloquialmente también era conocida como la Puerta del Pachá (paşa kapusu). El edificio sufrió un incendio en 1911, y en la actualidad es la sede del Gobernador Provincial de Estambul.

## Cultura y costumbres
La "Sublime Porte" era la locución usada en francés para "Sublime Puerta", lo que explica la extensión de su uso, habida cuenta de la preeminencia del francés como lengua de la diplomacia europea. Era una antigua práctica oriental hacer de las puertas de las ciudades o los palacios reales lugares de reunión. La puerta arquitectónica original fue sustituida por otra de estilo rococó, que es la que se puede observar en la actualidad.